# FAP (Unternehmen)

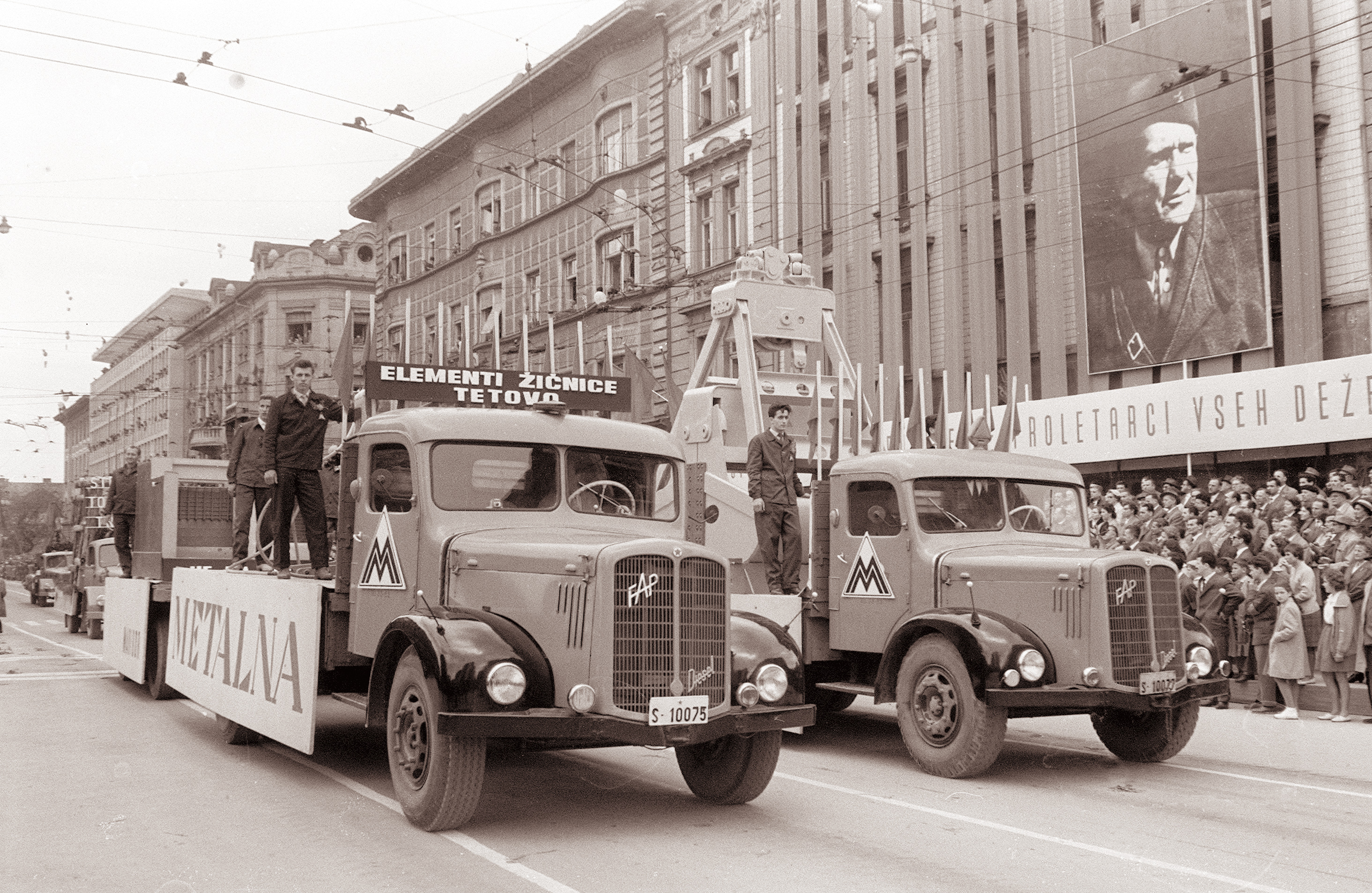
FAP-6G-Lastwagen in Ljubljana bei einer Veranstaltung zum Internationalen Tag der Arbeiterbewegung 1961

Fabrika Automobila Priboj (kurz: FAP) ist ein serbischer Hersteller von Nutzfahrzeugen. Das Unternehmen war der größte Hersteller von Lkw und Bussen in Jugoslawien.

## Geschichte

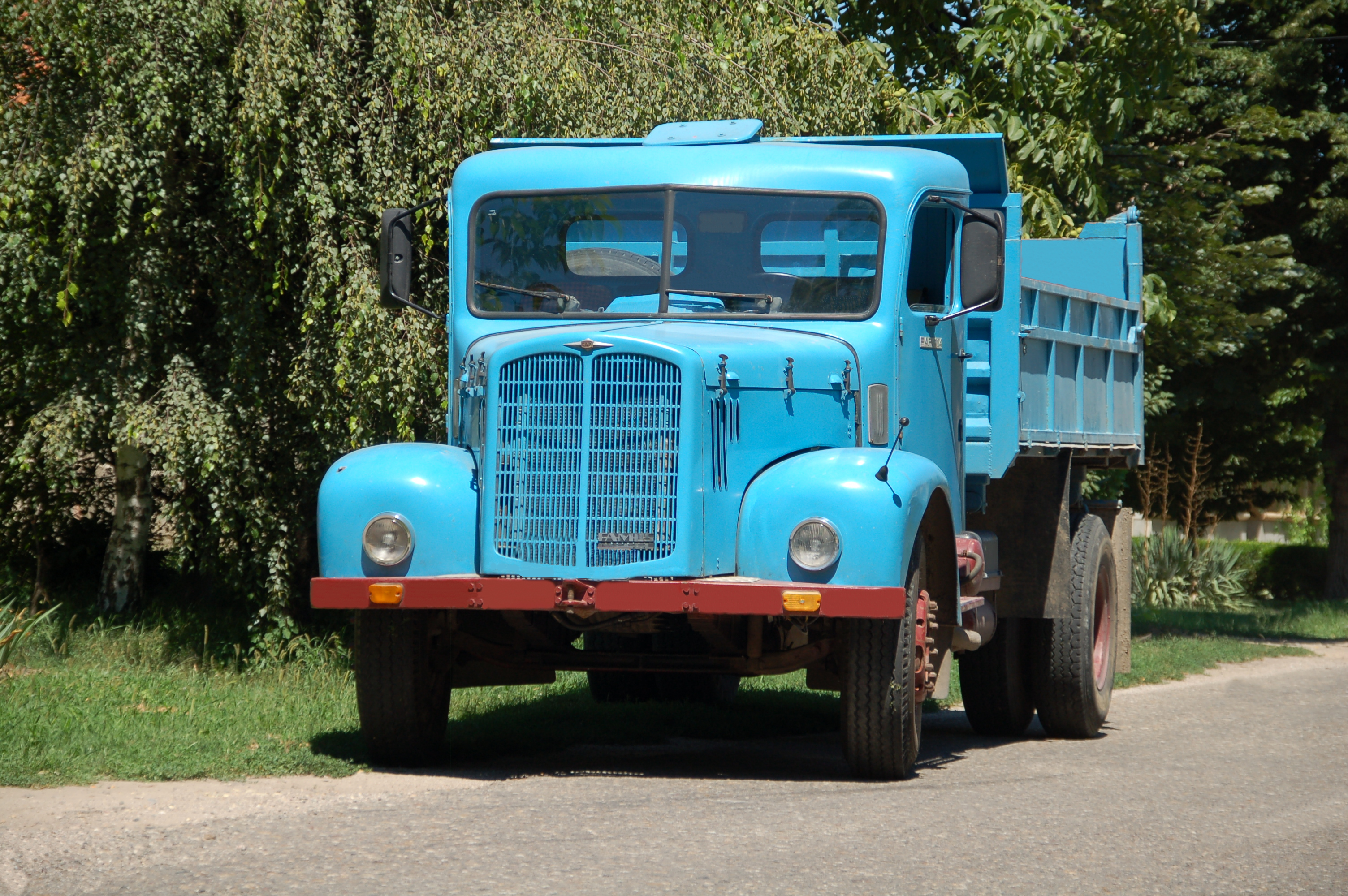
FAP 1314, LKW, Fabrika Automobila Priboj, hellblau, Serbien

Die Geschichte des Unternehmens stellt zugleich ein Stück Wirtschafts- und Sozialgeschichte Jugoslawiens dar:
Nach dem Ende des Zweiten Weltkrieges bemühten sich alle sozialistischen Staaten verstärkt um den Aufbau einer Schwerindustrie. Auch in Jugoslawien wurden, nicht zuletzt auf Initiative des Staatschefs Tito, neue Automobilfabriken geschaffen. Hierzu gehörten Unternehmen wie etwa TAM, Litostroj und Preduzeće Tito.
Die Automobilfabrik Fabrika Automobila Priboj wurde 1953 auf der „grünen Wiese“ in der namensgebenden Großgemeinde Priboj gegründet. Entsprechend der Politik der damaligen Sozialistischen Republik Jugoslawien wurde die Fabrik in Arbeiterselbstverwaltung geführt, nach der – zumindest formal – das Unternehmen im Besitz der Angestellten und Arbeiter war. Alle Mitarbeiter waren über Arbeiterräte an den unternehmerischen Entscheidungen beteiligt.
Anders als die Staaten des Rates für gegenseitige Wirtschaftshilfe (RGW) nahm Jugoslawien für den Aufbau der Automobilindustrie die Hilfe westlicher Staaten in Anspruch. So erwarb FAP eine Lizenz der Schweizer Firma Saurer und fertigte zunächst zweiachsige Lastkraftwagen mit fünf und sieben Tonnen Gesamtgewicht. Darüber hinaus wurden drei Busmodelle produziert, wobei FAP das Fahrgestell und Ikarbus die Aufbauten lieferte.
1961 erfolgte die Gründung des Verbandes Industrija Transportnih Vozila (deutsch: Nutzfahrzeugindustrie), in dem sich neun Unternehmen des Landes, darunter FAP und Ikarbus (damals noch Ikarus), zusammenschlossen. Auch der Motorenhersteller Fabrika Motora Sarajevo (kurz: FAMOS) gehörte hierzu; daher wurden bis 1991 viele FAP-Nutzfahrzeuge auch als FAP FAMOS vermarktet.

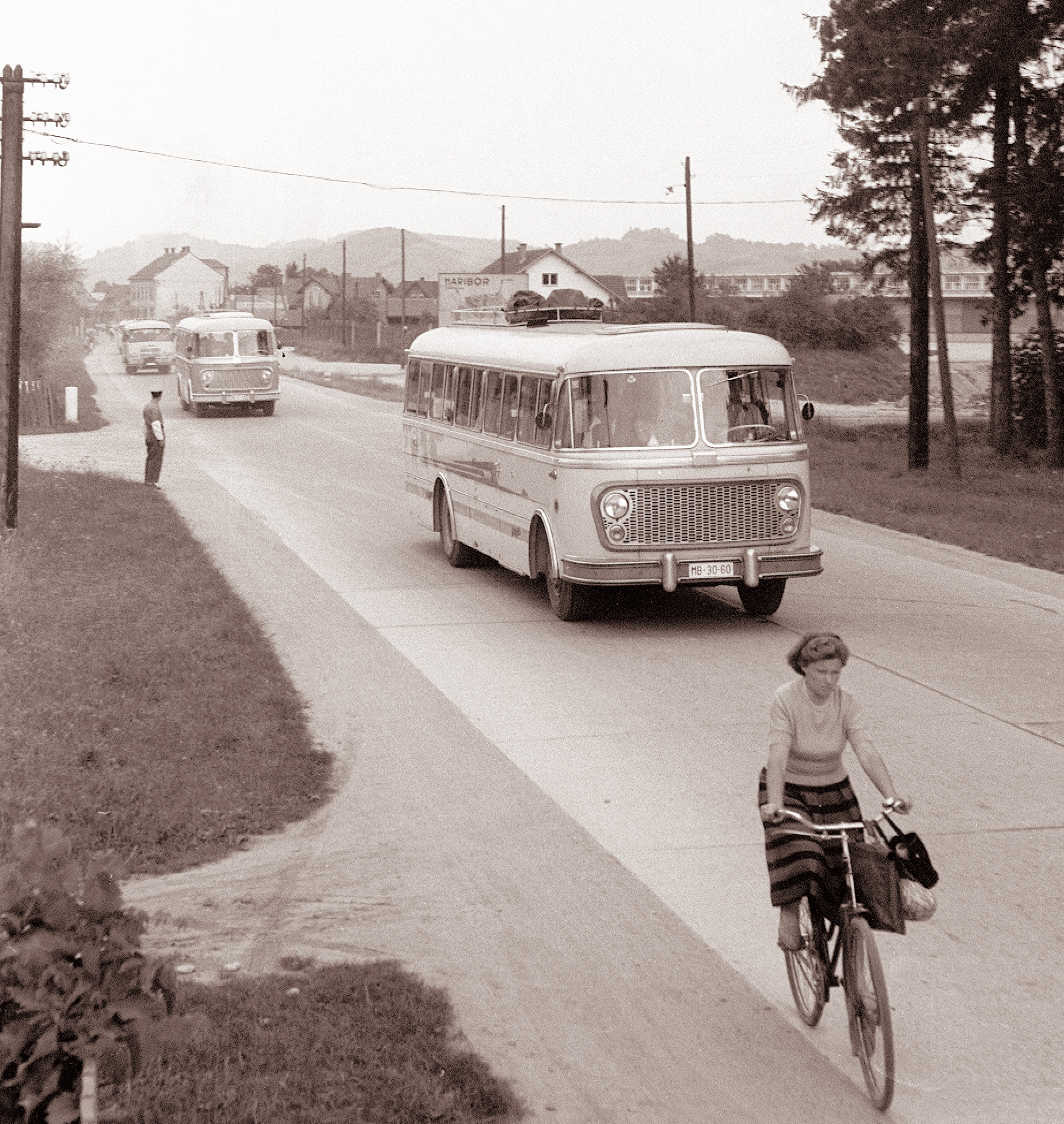
FAP-Busse in Maribor 1961

Diese Zusammenarbeit mündete in der Produktion eigener Lastwagenmodelle wie die 1965 eingeführten FAP 10B und 15B. Zu den Eigenentwicklungen gehörten auch Fahrgestelle, insbesondere für militärische Aufbauten, sowie Busse. Für die Zeit äußerst fortschrittliche Modelle waren die 1964 vorgestellten Reisebusse Ohrid (44 Sitzplätze) und vor allem der Dubrava. Letzterer verfügte über 28 Sitzplätze, die für Nachtfahrten zu Liegesitzen umgebaut werden konnten. Im Heck des Fahrzeuges befanden sich eine Bordtoilette und ein Kühlschrank. Alle Plätze verfügten über Einzellampen, die über Buchstützen so angebracht waren, dass der Nachbar durch das Licht nicht gestört wurde. Zudem befanden sich an jedem Platz ein kleiner Spiegel und ein Anschluss für einen Rasierapparat. Die Höchstgeschwindigkeit betrug 86 km/h.
Neben FAMOS-Motoren wurden auch Leyland-Dieselmotoren eingebaut.
In dieser Zeit entwickelte sich die Großgemeinde Priboj von einer landwirtschaftlichen Region zu einer Industriestadt. Die in der Automobilfabrik neu geschaffenen Arbeitsplätze bewirkten in der Zeit von 1961 bis 1971 eine Verdoppelung der Bevölkerung des Ortes.
Ende der 1960er-Jahre erschienen die FAP-Kurzhauben-Lastwagen zunehmend technisch veraltet. Um wieder Anschluss an den Stand der Technik zu finden, erwarb das Unternehmen daher 1971 eine Lizenz von Daimler-Benz, die ihm einen Technologiesprung ermöglichte. Ab 1973 begann die Lizenzproduktion des Lastkraftwagens Mercedes-Benz NG sowie des Reisebusses Mercedes-Benz O 303. Später wurden die Nachfolgemodelle SK und O 404 in Lizenz gefertigt. Die Nachfrage erlaubte eine Jahresproduktion von rund 5000 Fahrzeugen. Damit war FAP der größte Hersteller von Lastkraftwagen und Bussen in Jugoslawien und Arbeitgeber für rund 6000 Menschen.
Mitte der 1970er Jahre geriet Jugoslawien in eine tiefe wirtschaftliche Krise. Auslöser waren Missmanagement und Korruption, vor allem jedoch strukturelle Probleme des Wirtschaftssystems. So war es etwa wegen der Arbeiterselbstverwaltung nicht durchsetzbar, unrentable Fabriken zu schließen und deren Restproduktion auf gesunde Betriebe zu übertragen. Zudem wurden Reformpläne, wie die des Vorsitzenden des Staatspräsidiums Sergej Kraigher, nicht umgesetzt.
Die 1991 beginnenden Jugoslawienkriege und die am 30. Mai 1992 vom Sicherheitsrat der Vereinten Nationen verhängten Sanktionen gegen Serbien, die de facto ein Exportverbot serbischer Produkte bedeuteten, führten zu einem dramatischen Rückgang der Produktion bei FAP und zur internationalen Isolierung des Unternehmens. Mit dem Zerfall des Staates Jugoslawien wurde auch die arbeitsteilige Zusammenarbeit mit anderen Betrieben beendet.

## FAP ab 2000

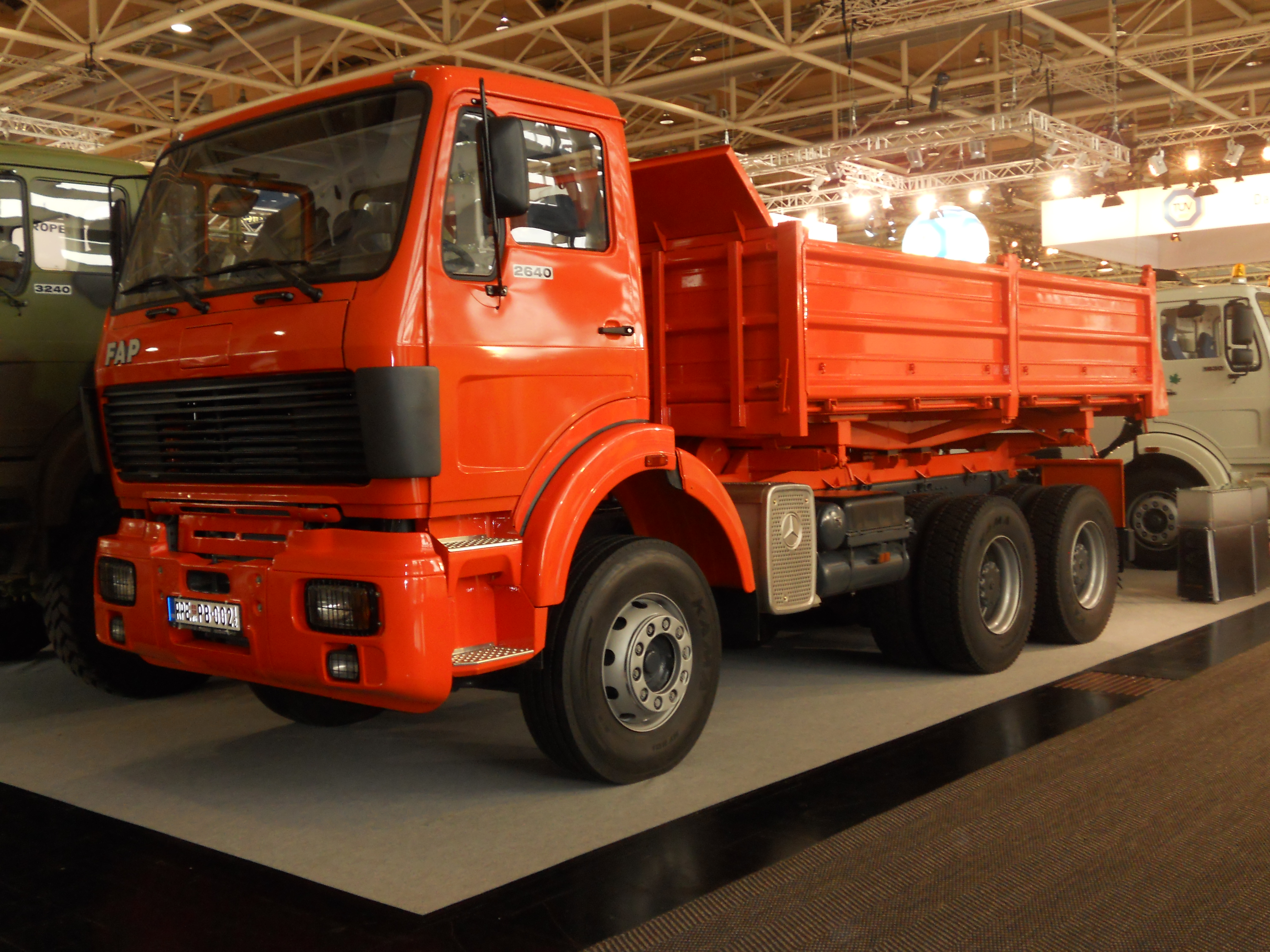
Muldenkipper FAP 2640 auf der IAA Nutzfahrzeuge in Hannover 2012 mit Lizenz-Führerhaus des Mercedes-Benz NG

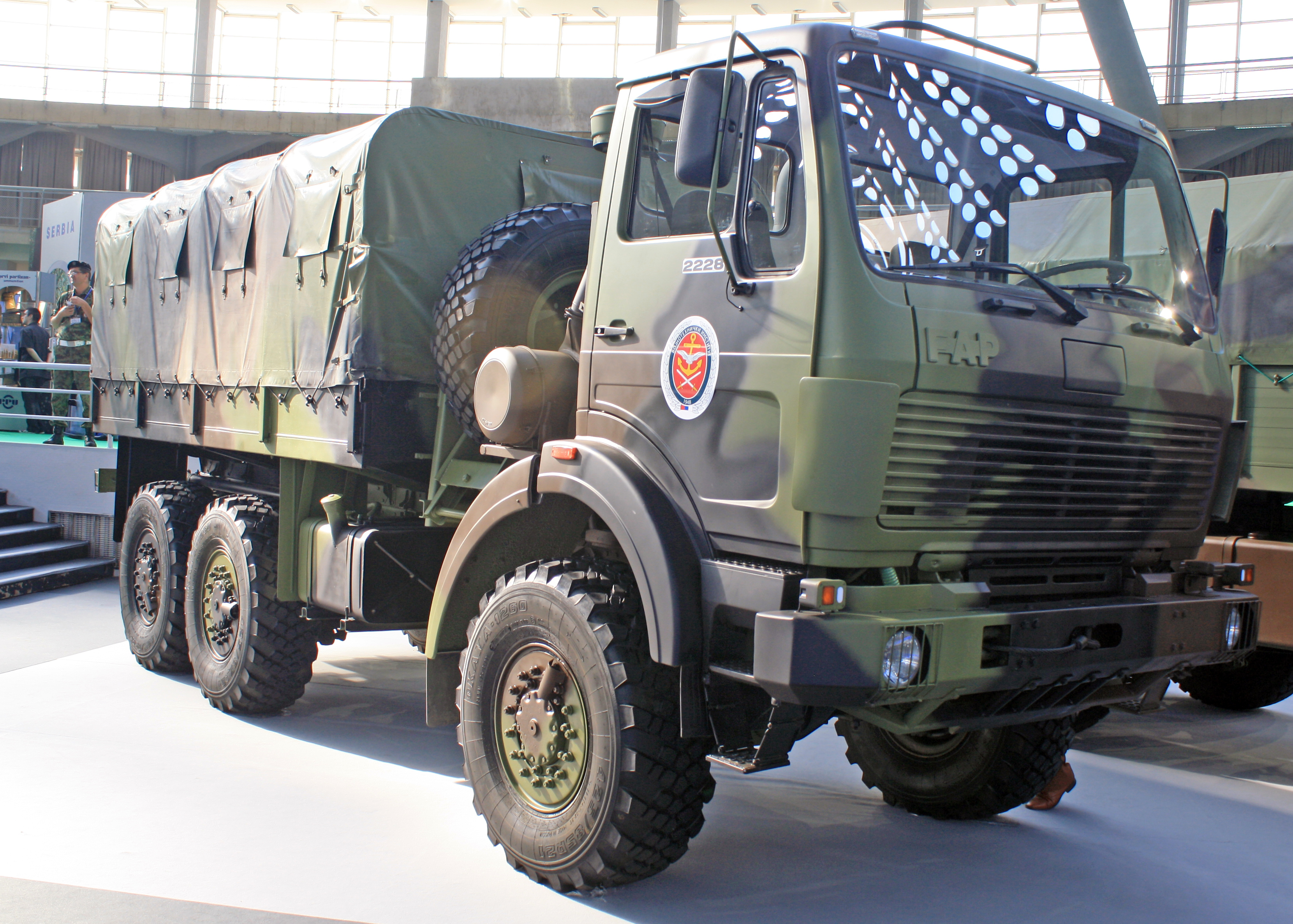
Militärfahrzeug FAP 2228

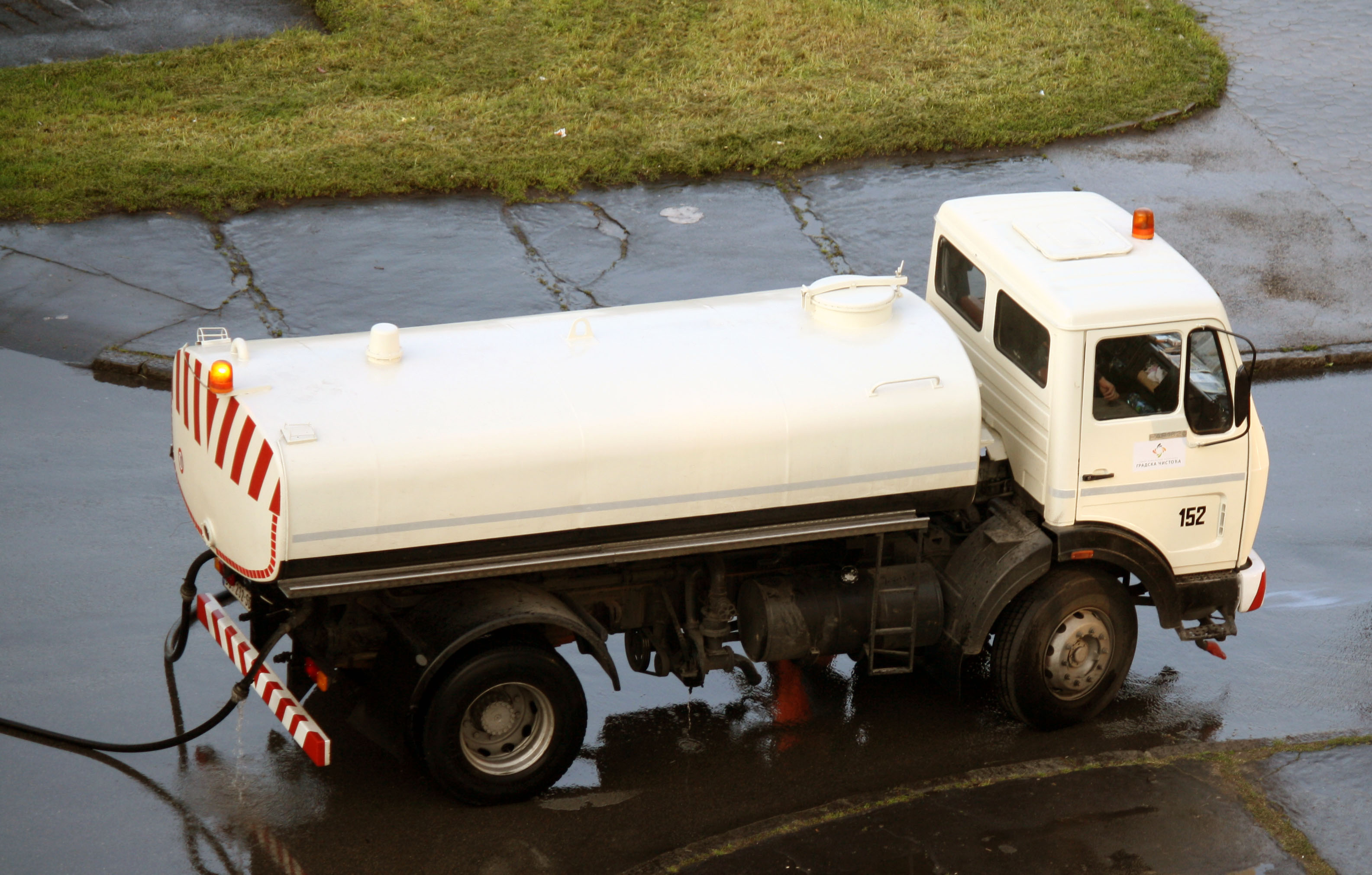
FAP 1620 JKP beim Säubern der Belgrader Straßen

Während des Kosovo-Krieges 1999 war das Werk von den Bombardierungen der NATO nicht betroffen. Gleichwohl war FAP während des zehn Jahre dauernden Jugoslawien-Konflikts nicht nur von ausländischen Märkten völlig abgeschnitten, sondern auch von jeder technologischen Weiterentwicklung ausgeschlossen. Noch heute bietet das Unternehmen alle Lastkraftwagen ausschließlich mit dem zwar robusten, aber technisch veralteten Führerhaus des Mercedes-Benz NG an.
Nach dem Ende der Kriege kam es zu einer schnellen Öffnung des Binnenmarktes für ausländische Produkte. Die Attraktivität der Nutzfahrzeuge westeuropäischer – vor allem deutscher – Hersteller führte zum weiteren Niedergang der serbischen Industrie. Darüber hinaus verlor FAP seine traditionellen Absatzmärkte sowohl in den Balkanstaaten als auch in Afrika, dessen Nutzfahrzeugmarkt heute von chinesischen Herstellern dominiert wird. Trotz Bemühungen der serbischen Regierung hat sich FAP bis heute wirtschaftlich nicht erholt. Staatliche Finanzhilfen und mehrere Antikrisenpakete führten weder zu Investitionen noch zu einer Verbesserung der Situation. Im Jahr 2012 wurden nur 53 Fahrzeuge, ausschließlich für öffentliche Einrichtungen, gebaut. Dieselmotoren und Abgasanlagen wurden von Mercedes-Benz dazugekauft (erkennbar am Stern auf dem Schalldämpfer), allerdings sind maximal Aggregate nach Euro-5-Norm lieferbar, weshalb FAP ab 2012 in die EU kein einziges Fahrzeug mehr verkaufen konnte.
Eine Lösung zur Weiterführung der Fabrik wurde in der Übernahme durch einen ausländischen Investor gesucht: Mit den Nutzfahrzeugherstellern Dongfeng Motor Corporation (China), MAZ (Belarus) und LiAZ (Russland) wurden Übernahmegespräche geführt; diese scheiterten jedoch vor allem an der Frage einer Übernahme der entstandenen Schulden.
Im Januar 2012 schrieb die staatliche Privatisierungsagentur ein Mehrheitsaktienpaket an dem Unternehmen international aus; auch diese Bemühungen blieben ergebnislos.
Im Oktober 2013 kam es in dem Automobilwerk zu einem mehrtägigen Streik. Dabei besetzten die Arbeiter die wichtige Bahnstrecke zwischen der Hauptstadt Belgrad und der Hafenstadt Bar in Montenegro. Die Beschäftigten verbrachten auch die Nächte auf den Gleisen und hinderten mehrere Züge an der Weiterfahrt, darunter auch einen Autotransport mit neuen Fiat 500L aus dem Fiat-Werk in Kragujevac. Konkreter Anlass der Aktion waren ausstehende Lohnzahlungen, nicht verlängerte Gesundheitsbescheinigungen, die für den Zugang zur staatlichen Gesundheitsversorgung notwendig sind, und der Mangel an Arbeit. Allgemein wurde, wie bei anderen Arbeitsniederlegungen in Serbien auch, soziale Gerechtigkeit gefordert.
Der Streik wurde nach drei Tagen beendet, nachdem der Ministerpräsident Aleksandar Vučić einen Mindestlohn angekündigt hatte und vor Ort zusagte, das Werk nicht zu schließen.
Im Februar 2014 wurden Überlegungen bekannt, nach denen der finnische Nutzfahrzeughersteller Sisu die Übernahme der Automobilfabrik erwog. Danach sollten dort Spezialfahrzeuge für den russischen Markt gefertigt werden. Russland ist ein traditioneller Absatzmarkt für Sisu-Fahrzeuge; zudem hat Russland Handelserleichterungen für den Import von in Serbien hergestellten Produkten geschaffen. Im Mai 2015 unterzeichneten Sisu und das serbische Wirtschaftsministerium ein Memorandum of Understanding über den Kauf des Unternehmens. Die Verhandlungen konnten bis Ende 2015 nicht abgeschlossen werden.
Der Verkauf an Sisu kam nicht zustande. Das Unternehmen wurde im November 2016 verstaatlicht.
Seit der Verstaatlichung 2016 konzentriert sich FAP auf die Herstellung und Instandsetzung militärischer Fahrzeuge, laut website können jedoch auf Wunsch immer noch zivile Fahrzeuge bestellt werden.
Heute fungiert FAP als Hersteller und Instandhaltungsanbieter für die serbische Armee. Im Jahr 2017 lieferte FAP zehn neue Lkw an die serbische Armee im Rahmen eines 2,53 Millionen Euro schweren Vertrags mit dem serbischen Verteidigungsministerium. Im Dezember 2022 unterzeichnete FAP einen neuen Vertrag mit dem Verteidigungsministerium im Wert von 3,15 Millionen Euro und lieferte zwischen den Jahren 2020 und 2023 insgesamt 21 neue Lastwagen für die serbische Armee.
Laut angaben des Generaldirektors von FAP, Milutin Živković, begann FAP, mit Unterstützung der serbischen Regierung, sich seit der Verstaatlichung 2016 wirtschaftlich zu erholen.
Am 30. Oktober 2023, anlässlich seines 70. Jubiläums, präsentierte FAP einen Prototyp für einen aufgefrischten zivilen Lkw, den FAP 2240. Er verfügt über einen neuen Kühlergrill, eine neue Frontstoßstange und neuen Scheinwerfern sowie ein komplett überarbeitetes Interieur, das vom chinesischen BeiBen NG80 übernommen wurde. Der Lkw ist mit einem 6-Zylinder Mercedes-Benz OM457 Motor ausgestattet, der 400 PS leistet, sowie einem 16-Gang ZF-Ecosplit Schaltgetriebe. Der Kraftstofftank fasst bis zu 400 Liter und die Höchstgeschwindigkeit des Lkw wird mit 95 km/h angegeben. Der FAP 2240 hat die Serienproduktion noch nicht erreicht.